# Хосе Омар Пасторіса
Хосе Омар Пасторіса (ісп. José Pastoriza, нар. 23 травня 1942, Росаріо — пом. 2 серпня 2004, Буенос-Айрес) — аргентинський футболіст, що грав на позиції півзахисника за клуби «Расинг», «Індепендьєнте» (Авельянеда) та «Монако», а також національну збірну Аргентини. Футболіст року в Аргентині (1971). По завершенні ігрової кар'єри — футбольний тренер. Причому вигравав чемпіон Аргентини та ставав володарем Кубка Лібертадорес і як тренер, і як футболіст.

## Клубна кар'єра
Народився 23 травня 1942 року в місті Росаріо. Вихованець юнацьких команд футбольних клубів «Росаріо Сентраль» та «Колон».
У дорослому футболі дебютував 1964 року виступами за «Расинг» (Авельянеда), в якому провів два сезони, взявши участь у 53 матчах чемпіонату.
На початку 1966 року був змушений перейти в «Індепендьєнте» (Авельянеда): фінансовий стан «Расинга» було досить поганим, а тому продаж молодого і перспективного гравця допоміг команді протриматися «на плаву». За «Індепендьєнте» Паспоріса виступав протягом 6 сезонів, вигравши три чемпіонати Аргентини і один Кубок Лібертадорес. У команді Хосе Омар був «мозковим центром», що направляє розвиток атак клубу, а також головним спеціалістом по стандартним положенням.
1970 року Пасторіса, за його діяльність по захисту прав футболістів в Аргентині, був обраний генеральним секретарем щойно створеної профспілки аргентинських гравців «Об'єднаних футболістів Аргентини», саме він був головним ініціатором і керівником страйку футболістів 1971 року, який боровся за введення «Статуту футболістів-професіоналів».
1972 року Пасторіса певний час перебував без роботи, після чого був змушений виїхати до Європи, де виступав за клуб «Монако». Граючи у складі «монегасків» також здебільшого виходив на поле в основному складі команди. У складі «Монако» був одним з головних бомбардирів команди, маючи середню результативність на рівні 0,34 голу за гру першості. Завершив професійну кар'єру футболіста виступами за команду «Монако» у 1975 році.

## Виступи за збірну
Не маючи жодної гри за національну збірну, 1966 року футболіста було включено в заявку на чемпіонат світу 1966 року в Англії, але Пасторіса на поле так і не вийшов. Дебютував в офіційних матчах у складі національної збірної Аргентини Хосе Омар лише 1970 року і за три роки провів у формі головної команди країни 18 матчів, забивши 1 гол. Після переїзду до «Монако» перестав викликатись до лав збірної

## Кар'єра тренера
Розпочав тренерську кар'єру невдовзі по завершенні кар'єри гравця, 1976 року, очоливши тренерський штаб клубу «Індепендьєнте» (Авельянеда).
Надалі очолював команди «Тальєрес», «Расинг» (Авельянеда), «Мільйонаріос», «Греміо», «Флуміненсе», «Бока Хуніорс», «Атлетіко», «Болівар», «Аргентинос Хуніорс», а також збірні Сальвадору і Венесуели, взявши участь з останніми в розіграші Кубка Америки 1999 року у Парагваї.
Безліч клубів і недовгі терміни роботи Пасторіси були пов'язані з надмірною принциповістю головного тренера, це стосувалося всього, але особливо дисципліни в команді, яка часто була проблемою у південноамериканських клубів.
Найбільших успіхів Пасторіса досягнув з клубами «Індепендьєнте» (Авельянеда), з яким виграв два чемпіонати країни, кубок Лібертадорес і міжконтинентальний кубок, «Боліваром», привівши клуб до перемоги в чемпіонат Болівії, а також в «Мільйонаріосі», який Пасторіса зміг вивести з передостаннього місця в чемпіонаті на підсумкове третє місце чемпіонату Колумбії.
Останнім місцем тренерської роботи був клуб «Індепендьєнте» (Авельянеда), команду якого Хосе Омар Пасторіса очолював як головний тренер до 2004 року.
Хосе Пасторіса помер 2 серпня 2004 року на 63-му році життя в Буенос-Айресі в своєму будинку в Пуерто-Мадеро від інфаркта між 4:30 і 5:00 за місцевим часом, встигнувши зателефонувати сусідам, викликав лікаря, але швидка допомога приїхала занадто пізно. Його тіло деякий час перебувало в резиденції клубу «Індепендьєнте», а потім було поховано на кладовищі в Росаріо.

## Титули і досягнення

### Як гравця
- Чемпіон Аргентини (3):

«Індепендьєнте» (Авельянеда): Насьйональ 1967, Метрополітано 1970, Метрополітано 1971
- Володар Кубка Лібертадорес (1):

«Індепендьєнте» (Авельянеда): 1972

### Як тренера
- Чемпіон Аргентини (3):

«Індепендьєнте» (Авельянеда): Насьйональ 1977, Насьйональ 1978, Метрополітано 1983
- Володар Кубка Лібертадорес (1):

«Індепендьєнте» (Авельянеда): 1984
- Володар Міжконтинентального кубка (1):

«Індепендьєнте» (Авельянеда): 1984

### Особисті
- Футболіст року в Аргентині: 1971